# Tel qu'en lui-même...
Tel qu'en lui-même… est le dernier volume — d'une série de cinq — publié en 1932 par Georges Duhamel dans le cycle Vie et aventures de Salavin et dédié à Jean-Paul Lamare.

## Résumé

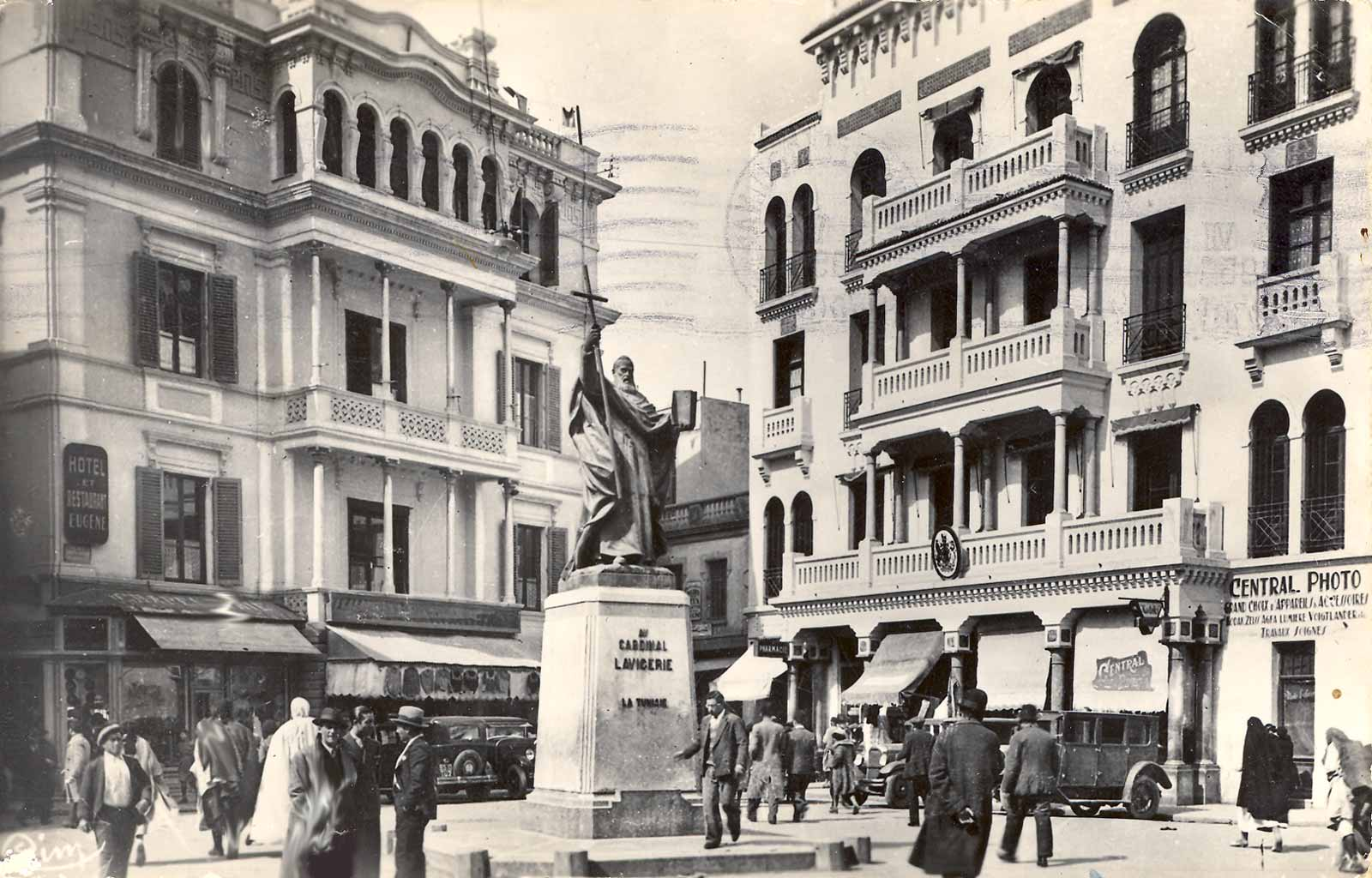
Tunis dans les années 1930.

Louis Dargoult et sa femme font la connaissance, dans le train qui les mène à Marseille, de Simon Chavegrand, un homme de quarante-deux ans, aimable et semblant partager nombre de leurs idées. Par hasard, tous font route pour leur travail respectif vers Tunis alors protectorat français. En gare Saint-Charles, la fille des Dargoult s'aventure sur les voies et est sauvée in extremis par Chavegrand qui se jette sous le train pour protéger l'enfant. Les Dargoult dès lors, empreints d'une extrême reconnaissance, vont faire de Chavegrand, qui refuse toute reconnaissance de son geste, un ami de la famille et l'aider à s'insérer dans la vie des expatriés de Tunis. Simon Chavegrand y prend en effet un poste de gérant de magasin de phonographes pour le compte de la compagnie de disque N.T.M. Aidé d'un jeune serviteur tunisien, Moktar, qui lui inspire un mélange de compassion, de répugnance et de devoir, Chavegrand s'installe dans son nouveau métier, mais très vite se sent insatisfait de sa vie. Pour se rendre utile, il se propose d'aider quotidiennement à de petites tâches à l'hôpital pour les indigènes de la ville. Il rentre au service du professeur Sylvain Rude, un vieux chirurgien bourru et dévoué qui le prend pour secrétaire. Alors qu'un cas de peste se déclare aux portes de la ville, et que quatre tunisiens sont mis en quarantaine, Chavegrand se propose d'accompagner le médecin comme infirmier pour soigner les malades durant la période d'isolement. Les hommes meurent, mais la considération de Chavegrand ne fait que croître à l'hôpital, auprès des Dargoult, et de la communauté française de Tunis.
Les mois passent avec indolence sur la ville africaine, et Chavegrand aide toujours ses prochains, mais petit à petit se referme sur lui-même. Alors qu'il assiste, comme de coutume, à une opération désespérée d'un jeune voleur tunisien poignardé dans les rues et dont la vie ne tient à rien, Simon Chavegrand se porte volontaire pour une transfusion de sang qui pourrait sauver le blessé. Bien que réticent, car conscient du peu de chance de réussite de cette opération pour la survie d'un homme qui semble condamné, Rude accepte. Le jeune homme, après un espoir de quelques heures où il reprend quelques forces, finit par mourir. Chavegrand semble dès lors redevenir un autre homme, vide d'espoir, et vieillir à vue d'œil. Une ultime rencontre, étrange comme venue du passé, entre un ami de Dargoult, Max Aufrère, et Chavegrand semble sceller irréversiblement la maladie de l'âme qui le ronge. Dargoult, pourtant dévoué à son ami, se voit refuser toute tentative d'aide.
Un jour de septembre, Chavegrand veut s'interposer pour raisonner et sauver son serviteur Moktar qui vient de tuer un homme. Ce dernier lui titre une balle dans le genou. La blessure semble grave et menace la vie de Chavegrand. Dargoult, qui veille son ami, décide de lire la lettre qui lui était destinée en cas de malheur. Il apprend la vraie identité de Chavegrand : Louis Salavin. En urgence, les Dargoult contactent la femme de Salavin, qui vient toutes affaires cessantes rejoindre son mari à Tunis trois ans après son abandon du foyer. Le malade se rétablit de manière précaire en quelques semaines, mais ne cesse de réclamer à rentrer chez lui à Paris. Après quelques jours et malgré les risques d'un tel voyage pour sa santé, le rapatriement est décidé. La traversée vers Marseille se passe mal, le malade rechute et doit être amputé de sa jambe. Arrivé finalement chez lui rue du Pot-de-Fer, porté dans les bras de sa femme, il meurt sur son vieux canapé avec pour dernières paroles la certitude que « s'[il] devait recommencer une autre vie, il [lui] semble qu'[il] saurait ».

## Éditions
- Mercure de France, Paris, 1932.
- Réédition par Guy Dugas aux éditions Omnibus, Paris, 2008,  (ISBN 978-2-258-07585-6).